# Filaríase
A filaríase ou filariose é uma doença parasitária, considerada como doença tropical infecciosa, causada por nematóides filariais da superfamília Filarioidea, também conhecida como Filariae. A forma sintomática mais conhecida da doença é a filaríase linfática, popularmente chamada de elefantíase em referência do inchaço e engrossamento da pele e tecidos subjacentes, que foi a primeira, entre as enfermidades infecciosas transmitidas por insetos, a ser descoberta.

## Tipos

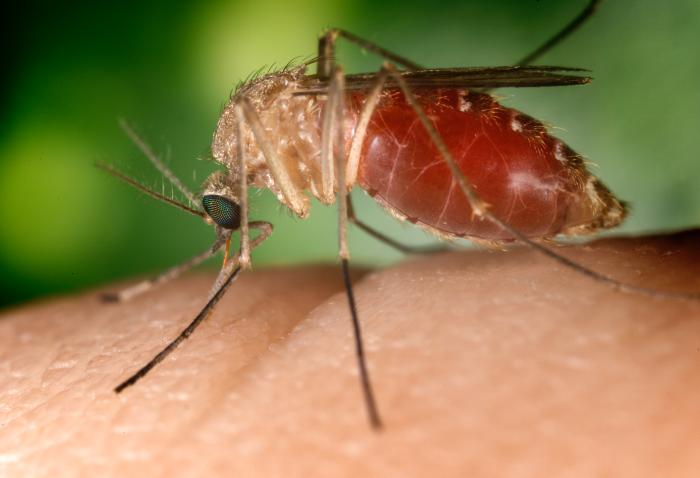
O mosquito transmissor no Brasil, Culex, é predominantemente noturno

Existem nove nematóides filariais conhecidos, que usam os humanos como hospedeiros definitivos. São divididos em três grupos de acordo com o nicho que ocupam dentro do corpo:
- filariose linfática
- filariose subcutânea
- filariose da cavidade serosa.

A filariose linfática é causada pelos vermes Wuchereria bancrofti, Brugia malayi e Brugia timori. Essas filárias ocupam o sistema linfático, incluindo os gânglios linfáticos, causando linfedema e, em casos crônicos, levando à doença conhecida como elefantíase.
A filariose subcutânea é causada por loa loa (a "larva do olho"), Mansonella streptocerca, Onchocerca volvulus e Dracunculus medinensis (o "verme da Guiné"). Esses vermes ocupam a camada subcutânea de gordura.
A filariose da cavidade serosa é causada pelos vermes Mansonella perstans e Mansonella ozzardi, que ocupam a cavidade serosa do abdômen.
Em todos os casos, os vetores de transmissão são insetos sugadores de sangue (moscas ou mosquitos), ou copépode crustáceos no caso do Dracunculus medinensis.

### Elefantíase

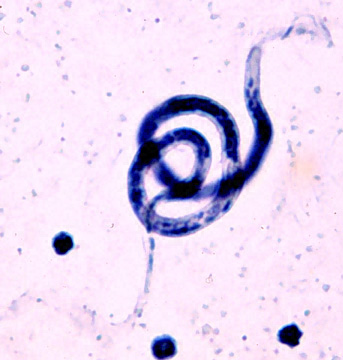
Verme Brugia malayi.

A elefantíase é causada quando o parasita obstrui o sistema linfático, afetando principalmente as extremidades inferiores, embora a extensão dos sintomas dependa da espécie de filária envolvida.
Tem como transmissor os mosquitos dos gêneros culex, e algumas espécies do gênero Anopheles, presentes nas regiões tropicais e subtropicais. Quando o nematóide obstrui o vaso linfático, o edema é reversível; no entanto, é importante a prevenção, através do uso de mosquiteiros e repelentes, e evitanto-se o acúmulo de água parada em pneus velhos, latas, potes e outros.
As formas adultas são vermes nematóides de secção circular e com tubo digestivo completo. As fêmeas (alguns centímetros, podem chegar a 3 cm) são maiores que os machos (de 0,5 a 1,5 cm) e a reprodução é exclusivamente sexual, com geração de microfilárias. Estas são pequenas larvas fusiformes com apenas 0,2 milímetros.

## Transmissão

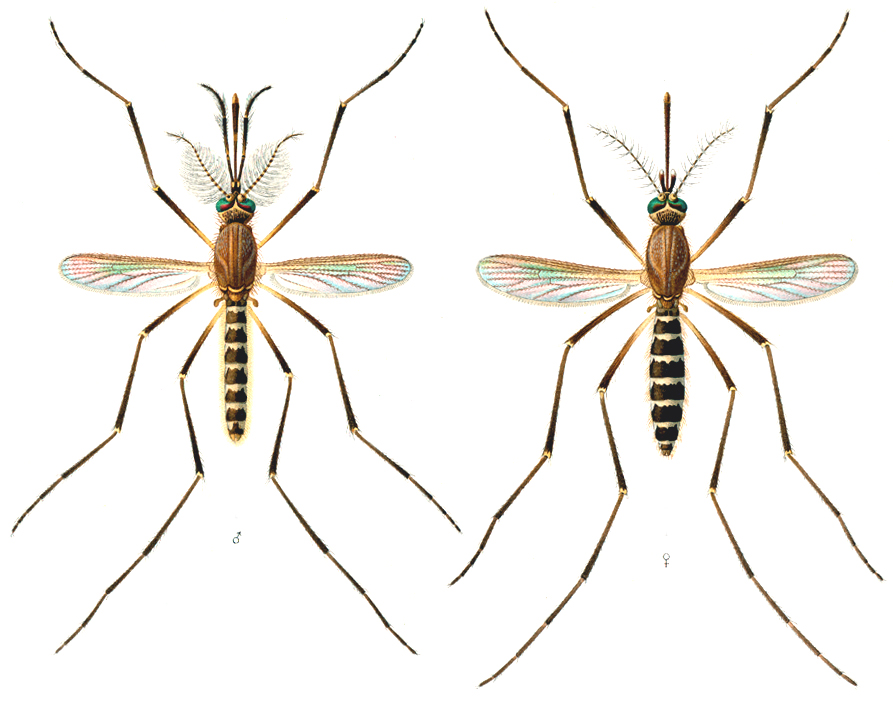
Ao se alimentar do sangue de um humano infectado, o mosquito engole as microfilárias junto, que crescem em seu organismo e contaminam os próximos humanos picados

As larvas são transmitidas pela picada dos mosquitos Culex, Mansonia ou Aedes, Anopheles. Da corrente sanguínea, elas dirigem-se para os vasos linfáticos, onde se maturam nas formas adultas sexuais. Após cerca de oito meses da infecção inicial (período pré-patente), começam a produzir microfilárias que surgem no sangue, assim como em muitos órgãos. Dentro do mosquito as microfilárias modificam-se ao fim de alguns dias em formas infectantes, que migram principalmente para os lábios do mosquito. Assim quando o hospedeiro definitivo for picado, a larva escapa do mosquito e cai na corrente sanguínea do homem(seu único hospedeiro definitivo).

## Epidemiologia

Aproximadamente 800 milhões de pessoas vivem em áreas de risco de contrair a parasitose e estimava-se, em 2004, em 119 milhões de portadores de filariose linfática no mundo, sendo 106 milhões o número de infectados por W. bancrofti e em torno de 12,9 milhões os parasitados por B. malayi ou B. timori

Em 2004 afetava 120 milhões de pessoas em todo o mundo, segundo dados da OMS. A bancrofitiana só afeta o ser humano (outras espécies afetam animais).
1. O Wuchereria bancrofti existe na África, Ásia tropical, Caraíbas e na América do Sul incluindo Brasil. Mosquitos Culex, Anopheles e Aedes. No Brasil o vetor primário e principal é o Culex quinquefasciatus.
2. O Brugia malayi está limitado ao Subcontinente Indiano e a algumas regiões da Ásia oriental. O transmissor é o mosquito Anopheles, Culex ou Mansonia.
3. O Brugia timori existe em Timor-Leste e Ocidental, do qual provém o seu nome, e na Indonésia. Transmitido pelos Anopheles.

A região Norte e Nordeste são as mais afetadas no Brasil, especialmente onde não há tratamento apropriado de água e esgoto. Ocorreram grandes epidemias na década de 50 e 60, mas com a urbanização e combate aos vetores o número de casos tem decaído cerca de 3/4 a cada década (de 8,2% na década de 50, para 2,6% em 60, 0,7% em 70, 0,16% em 80 e 0,02% na década de 90).
O parasita só se desenvolve em condições úmidas com temperaturas altas, portanto os casos na Europa e EUA são importados de indivíduos provenientes de regiões tropicais.
A OMS planeja praticamente eliminar a filariose do mundo até 2020. A estratégia inclui exterminar os mosquitos transmissores de modo similar a campanha contra a dengue e malária.

## Sinais e Sintomas

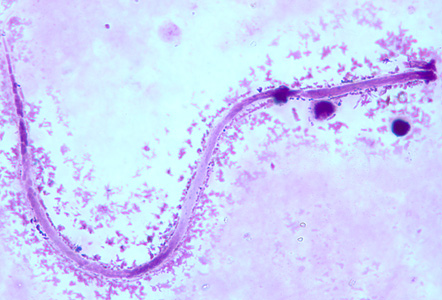
Apenas 10% a 15% dos infectados desenvolvem a elefantíase, e a doença leva cerca de 10 anos para progredir. Medicamentos e cirurgia podem prevenir o inchaço

O período de incubação pode ser de um mês ou vários meses. A maioria dos casos é assintomática, contudo existe produção de microfilárias e o indivíduo dissemina a infecção através dos mosquitos que o picam.
Os episódios de transmissão de microfilárias (geralmente à noite, a depender da espécie do vetor) pelos vasos sanguíneos podem levar a reações do sistema imunológico, como:
- Febre;
- Mal estar e náusea;
- Calafrios;
- Sensibilidade dolorosa;
- Vermelhidão ao longo dos vasos linfáticos;
- Inchaço dos gânglios linfáticos.

Por vezes causa hidrocele (aumento escrotal), edema (inchaço na perna). Os vermes responsáveis pela filariose vivem nos membros, seios e genitais de milhões das pessoas vitimadas pela elefantíase. 
A longo prazo, a presença de vários pares de adultos nos vasos linfáticos, com fibrosação e obstrução dos vasos (formando nódulos palpáveis) pode levar a acumulações de linfa a montante das obstruções, com dilatação de vasos linfáticos alternativos e espessamento da pele. Esta condição, dez a quinze anos depois, manifesta-se como aumento de volume grotesco das regiões afectadas, principalmente pernas e escroto, devido à retenção de linfa e infecções bacterianas. Os vasos linfáticos alargados pela linfa retida, por vezes rebentam, complicando a drenagem da linfa ainda mais. Por vezes as pernas tornam-se grossas, dando um aspecto semelhante a patas de elefante, descrito como elefantíase.

## Diagnóstico
O diagnóstico pode ser feito por cinco formas: busca direta por microfilárias; busca por vermes adultos; sorologia; diagnóstico molecular e exames de imagem.
- Busca direta de microfilárias é feito através de exames como: gota espessa, análise direta do sangue, concentração de Knott e filtração de membrana de policarbonato.
- Busca de vermes adultos é feita através de exames como: biópsias linfonodais e US (detecta a movimentação dos vermes e dilatação dos vasos linfáticos).
- Diagnóstico sorológico é feito por: pesquisa de anticorpo IgG-4, ELISA e teste de imunocromatografia rápida.
- Diagnóstico molecular pode ser feito por: PCR (reação em cadeia da polimerase), eosinofilia (hemograma) e presença de linfócitos na urina.
- Diagnóstico por imagem a ser utilizado é a linfocintigrafia (exame dos vasos linfáticos).

## Prevenção
Há um programa da OMS que procura eliminar a doença com fármacos administrados como prevenção e inseticidas. Da mesma forma que para a prevenção da dengue. É útil usar roupas que cubram o máximo possível da pele, repelentes de insetos, evitar deixar fontes de água parada e instalar telas nas janelas e portas das casas.